# Solanin
Solanin, přesněji α-solanin, je toxický glykoalkaloid. V čistém stavu je to bílá krystalická látka s jehličkovitými krystalky, silně hořké chuti, špatně rozpustná ve vodě. Její molekula se skládá z cukerné složky, trisacharidu solatriosy, a z vlastního steroidního alkaloidu solanidinu.

## Výskyt v přírodě
Vyskytuje se v některých lilkovitých rostlinách například v bramborách či rajčatech. Solanin nacházíme ve všech částech rostliny, v listech, plodech, kořenech i hlízách. Solanin se vyvinul jako přirozená ochrana rostlin před škůdci, má fungicidní a insekticidní účinky. Bramborové hlízy vystavené světlu zelenají (zvyšuje se koncentrace neškodného chlorofylu), ale zároveň se v zelených částech zvyšuje i koncentrace solaninu jako přirozená ochrana před okusováním hlíz, které se dostaly na povrch půdy. Zelené části brambor by tak měly být před konzumací odstraněny. Neexistuje však jednoznačná spojitost mezi stupněm zelenání hlíz a obsahem solaninu v nich obsaženém.

## Použití
Ve formě soli s kyselinou chlorovodíkovou (solaninhydrochlorid), která je rozpustnější, se používá v zemědělství k postřikům jako insekticid.
V minulosti byl používán jako prostředek k léčbě bronchitidy, astmatu a epilepsie. Jako anticholinergenní činidlo může pomáhat při potlačování projevů rýmy a kašle. V poslední době jsou však tyto efekty zpochybňovány.

## Toxický účinek
V laboratorních podmínkách je uváděna jako dávka LD50 při orálním podání u krys 590 mg/kg tělesné hmotnosti. Projevem otravy je nejprve zrychlení tepové a dechové frekvence, pak ztráta vědomí přecházející v kóma. V trávicím traktu způsobuje poškození sliznice v žaludku a dvanáctníku, s možným krvácením a otoky; obvykle je otrava doprovázena křečemi v žaludku a průjmem. Teratogenita ani karcinogenita solaninu nebyly prokázány.[zdroj?]
Maximální povolená koncentrace v konzumních bramborách je podle hygienických norem 200 mg/kg hlíz. K jejímu překročení dochází zcela ojediněle,[zdroj?] neboť odrůdy s vysokým předpokladem syntetizovat tento toxin jsou cíleně vyřazovány z pěstování. Běžné koncentrace solaninu v bramborách na českém trhu činí asi 20–150 mg/kg hlíz. Koncentrace se zvyšuje při dlouhodobém skladování, zejména v době, kdy v jarních měsících skladované hlízy klíčí. Maximální koncentrace je v okolí oček nebo klíčků. Přestože je solanin jen slabě rozpustný, přechází při vaření část solaninu do vody; proto se nedoporučuje v jarních měsících slité vody po vaření brambor používat dále ke kuchyňským účelům (např. k přípravě česnekové polévky). Při dlouhodobém zpracování na vysokou teplotu, zejména při smažení brambor, se solanin deaktivuje, přestože jinak alkaloidy solaninového typu jsou za podmínek běžného kuchyňského zpracování značně stabilní. Koncentrace solaninu v pokrmech se rovněž výrazně sníží, jsou-li brambory zbaveny nejen slupky, ale i 2 až 3 mm povrchu hlízy pod slupkou, kde je koncentrace alkaloidů nejvyšší.
Údajně hlášené případy otravy dětí solaninem při okusování syrových hlíz nejsou potvrzeny; spíše k nim může docházet při požití plodů rostliny. Historická data však zachycují i několik vážných, snad i smrtelných otrav, ke kterým došlo při konzumaci pokrmů připravených z naklíčených brambor.[zdroj?] Byla popsána fatální otrava při požití naklíčených bramborových hlíz, ale běžný obsah solaninu v bramborách (méně než 0,01 %) nemá toxický význam.